# 8055 Arnim
8055 Arnim eller 5004 P-L är en asteroid i huvudbältet som upptäcktes den 17 oktober 1960 av den nederländsk-amerikanske astronomen Tom Gehrels och det nederländska astronomparet Ingrid van Houten-Groeneveld och Cornelis Johannes van Houten vid Palomarobservatoriet. Den är uppkallad efter den tyske poeten Achim von Arnim.
Asteroiden har en diameter på ungefär 8 kilometer.